# Frank M. Bradley

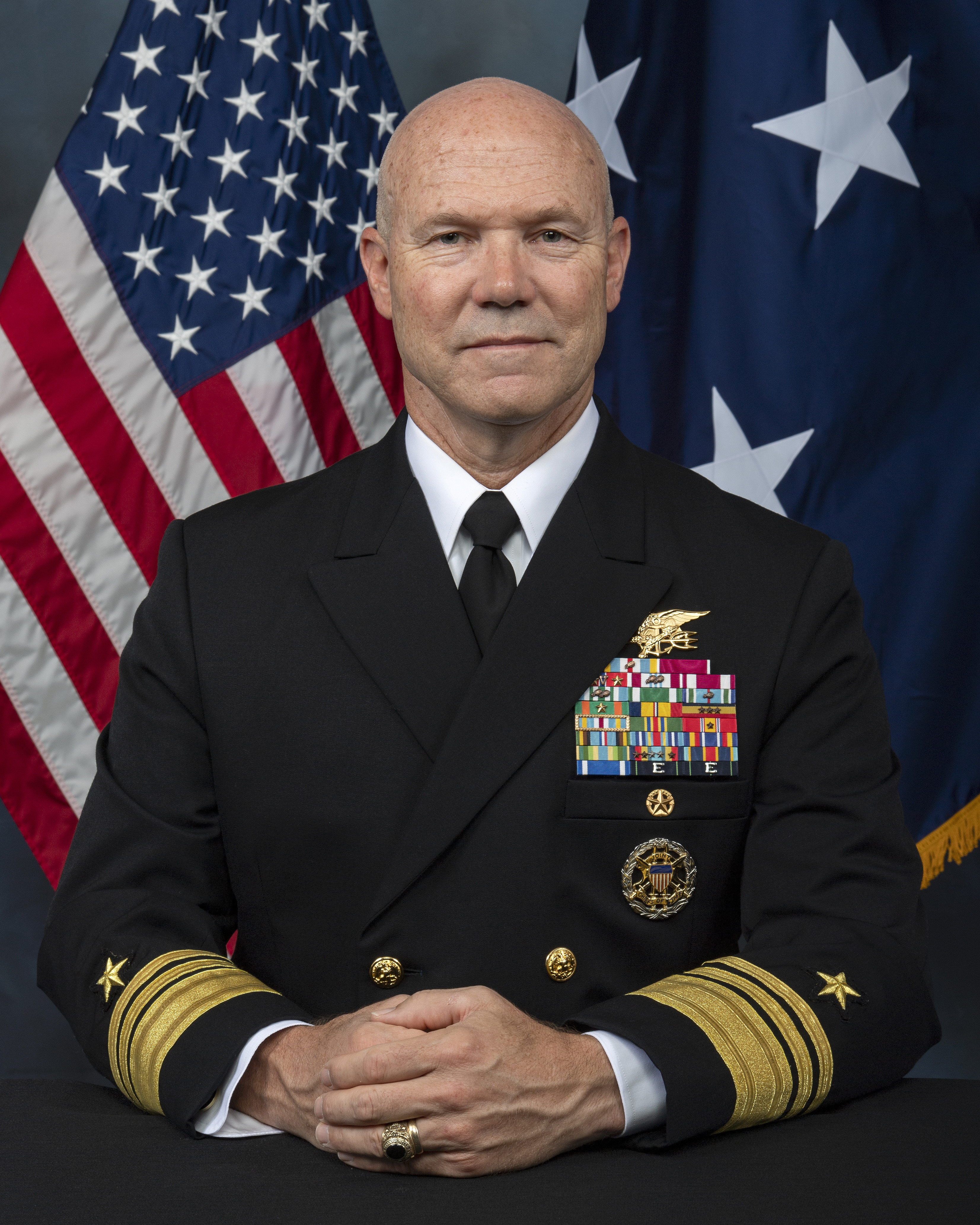
Frank M. Bradley (2022)

Frank Mitchell Bradley ist ein Vice Admiral der United States Navy und seit dem 10. August 2022 Kommandeur des United States Joint Special Operations Command (JSOC). Zuvor diente er als Kommandeur des Special Operations Command Central (SOCCENT) des United States Central Command von Juli 2020 bis Juli 2022 und als stellvertretender Kommandeur des JSOC von 2018 bis 2020.

## Frühes Leben und Ausbildung
Bradley stammt aus Eldorado, Texas. Er absolvierte 1987 die Eldorado High School und schloss 1991 sein Studium an der United States Naval Academy mit einem Bachelor of Science in Physik ab. Während seiner Zeit an der Akademie war er Mitglied des Turnteams. 2005 erwarb er einen Master of Science in Physik an der Naval Postgraduate School in Monterey, Kalifornien. Seine Masterarbeit trägt den Titel Transport Imaging for the Study of Quantum Scattering Phenomena in Next Generation Semiconductor Devices.

## Militärische Laufbahn
Nach seinem Abschluss an der Naval Academy begann Bradley 1992 seine Ausbildung bei den United States Navy SEALs und schloss den Kurs Basic Underwater Demolition/SEAL (BUD/S) der Klasse 179 ab. Anschließend diente er in verschiedenen Einheiten, darunter dem SEAL Team Four, dem SEAL Delivery Vehicle Team Two und als Austauschoffizier bei den italienischen Comando Subacquei e Incursori.
1999 wurde er für die Naval Special Warfare Development Group (DEVGRU) ausgewählt. Dort hatte er bis 2015 verschiedene Führungspositionen inne, darunter Elementführer, Truppenkommandeur, Geschwaderkommandeur und schließlich Kommandeur der Einheit. Bradley war einer der ersten US-amerikanischen Soldaten, die nach den Anschlägen vom 11. September 2001 nach Afghanistan entsandt wurden und nahm regelmäßig an Einsätzen im Rahmen des Krieg gegen den Terror teil.
In den Jahren 2016 bis 2018 war er in verschiedenen Stabsfunktionen tätig, darunter als Leiter der Abteilung für technische Operationen (J3) und stellvertretender J3 beim JSOC, als stellvertretender Direktor für globale Operationen beim Joint Staff, als Executive Officer für den Vorsitzenden der Joint Chiefs of Staff, General Joseph F. Dunford, sowie als stellvertretender Direktor für Counterterrorismus-Strategie beim Joint Staff J5.
Im Mai 2022 wurde Bradley zum Vizeadmiral befördert und übernahm im August desselben Jahres das Kommando über das JSOC. Im Juni 2025 wurde er für die Beförderung zum Admiral und die Position des Kommandeurs des United States Special Operations Command (USSOCOM) nominiert.

## Persönliches
Bradley ist der Sohn von Frank M. „Pancho“ Bradley, einem Veteranen des US Army Air Corps aus dem Zweiten Weltkrieg. Er ist mit Katherine Bradley verheiratet und das Paar hat vier Kinder. Ihr Sohn Frank absolvierte 2020 die United States Naval Academy.